# Haraba, Stînga Nistrului
Haraba este un sat din Unitățile Administrativ-Teritoriale din Stînga Nistrului (Transnistria), Republica Moldova.
La este de sat este amplasată pădurea Haraba, un sector reprezentativ cu vegetație silvică.
Conform recensământului din anul 2004, populația localității era de 730 locuitori, dintre care 90 (12.32%) moldoveni (români), 587 (80.41%) ucraineni si 53 (7.26%) ruși.